# Clickair
Clickair (mã IATA = XG, mã ICAO = CLI) là hãng hàng không giá rẻ của Tây Ban Nha, trụ sở ở Barcelona. Hãng có các tuyến đường chở khách tới các thành phố ở châu Âu. Căn cứ chính của hãng ở Sân bay quốc tế Barcelona với các căn cứ khác ở Sân bay Málaga, Sân bay San Pablo và Sân bay Valencia.

## Lịch sử
Hãng được thành lập năm 2006 dưới tên Catair, phái sinh từ chữ CAT (CATalonia) và air. (Ngày nay Catair Lineas Aereas là tên của công ty cổ phần). Hãng bắt đầu hoạt động từ ngày 1.10.2006 với 3 máy bay Airbus A320 trên 5 tuyến đường từ Barcelona. Hãng do 5 công ty đầu tư là Cobra, Iberia, Iberostar, Nefinsa và Quercus Equity (Group Agrolimen), mỗi công ty 20% cổ phần.. Hãng có kế hoạch tăng đội máy bay lên 30 Airbus A320, phục vụ 70 tuyến đường và chở 10 triệu lượt khách mỗi năm từ cuối năm.
Tháng 6/2008, Vueling và Clickair đã công bố ý định hợp nhất 2 hãng.

## Các nơi đến
(Tháng 7/2008) (www.clickair.com):
- Áo
  - Viên
- Bỉ
  - Brussels
- Croatia
  - Dubrovnik (theo mùa)
- Cộng hòa Séc
  - Praha
- Pháp
  - Paris
- Đức
  - Berlin
  - Frankfurt
  - München
- Hy Lạp
  - Athens
- Hungary
  - Budapest
- Ireland
  - Dublin
- Israel
  - Tel Aviv
- Ý
  - Milan
  - Naples
  - Palermo
  - Pisa
  - Roma
  - Venice
  - Verona
- Malta
  - Luqa
- Maroc
  - Casablanca
  - Marrakesh
- Hà Lan
  - Amsterdam
- Ba Lan
  - Warsaw
- Bồ Đào Nha
  - Lisbon
  - Porto
- România
  - Bucharest
- Nga
  - Moskva
- Slovenia
  - Ljubljana
- Tây Ban Nha
  - Alicante
  - Asturias
  - Barcelona
  - Bilbao
  - Granada
  - Ibiza
  - La Coruna
  - Málaga
  - Menorca
  - Palma de Mallorca
  - Santiago de Compostela
  - Sevilla
  - Tenerife
  - Valencia
  - Vigo
- Thụy Sĩ
  - Zürich
- Anh quốc
  - London

## Đội máy bay
- 26 Airbus A320-200

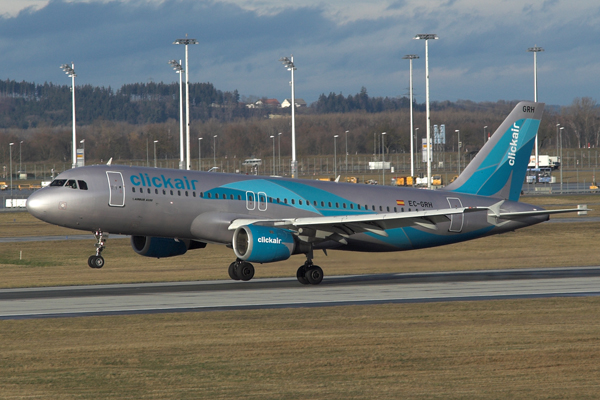
Máy bay Airbus A320

Tới ngày 3.6.2008]], tuổi trung bình các máy bay của Clickair là 9.6 năm().

## Đặt mua
Hãng có kế hoạch tăng cường 5 máy bay Airbus A320-200 trong năm 2008, nhưng đã tính lại và chỉ đưa vào thêm 1 máy bay trong năm này.